# 2034 Bernoulli
2034 Bernoulli è un asteroide della fascia principale. Scoperto nel 1973, presenta un'orbita caratterizzata da un semiasse maggiore pari a 2,2464864 UA e da un'eccentricità di 0,1797869, inclinata di 8,56268° rispetto all'eclittica.
Denominato in onore della famiglia di matematici Bernoulli.